# Feride Çetin
Feride Çetin (Istanbul, Turska - 5. studenoga 1980.), turska je glumica. Poznata je po ulozi Çiçek Moran u turskoj TV seriji Ljubav i kazna. 

## Filmografija
| Godina        | Naslov                  | Uloga                 | Vrsta               |
| ------------- | ----------------------- | --------------------- | ------------------- |
| 2004.         | 2 Genç Kız              | Behiye                | film                |
| 2006.         | Aziz Ayşe               | Elif                  | film                |
| 2006.         | Rüya Gibi               | Idil                  | televizijska serija |
| 2006.         | Gomeda                  | Ebru                  | film                |
| 2006. – 2007. | Hatırla Sevgili         | Güzide                | televizijska serija |
| 2007.         | İstiklal: Şahin Bey     | Köse Onbaşı           | film                |
| 2007.         | Ulak                    | Hava                  | film                |
| 2008.         | Son Ağa                 | Gülümser Çıkrıkçıoğlu | televizijska serija |
| 2009.         | Bu Kalp Seni Unutur mu? | Güzide                | televizijska serija |
| 2009.         | Yalancısın Sen          | Nazan                 | televizijska serija |
| 2010. – 2011. | Ljubav i kazna          | Çiçek Moran           | televizijska serija |
| 2011.         | Anneler ile Kızları     | Gülizar               | televizijska serija |
| 2011.         | Güzel Günler Göreceğiz  | Figen                 | film                |